# Cesáreo Estébanez Bueno
Cesáreo Estébanez Bueno (Palazuelo de Vedija, Valladolid, 1941-Alcalá de Guadaíra, 30 de desembre de 2018) va ser un actor espanyol.

## Biografia
Cesáreo Estébanez Bueno va néixer a Palazuelo de Vedija (Valladolid), una localitat de la comarca de Tierra de Campos propera a Medina de Rioseco.
Va créixer a Palència, per a posteriorment residir en la localitat sevillana d'Alcalá de Guadaíra, de la qual va ser nomenat fill adoptiu.

## Filmografia

### Llargmetratges
- Luces de bohemia (1985), de Miguel Ángel Díez.
- La guerra de los locos (1987), de Manolo Matji.
- Luna de lobos (1987), de Julio Sánchez Valdés.
- El Lute II: mañana seré libre (1988), de Vicente Aranda.
- Malaventura (1988), de Manuel Gutiérrez Aragón.
- Soldadito español (1988), d'Antonio Giménez Rico.
- Si te dicen que caí (1989), de Vicente Aranda.
- La fuente de la edad (1991), de Julio Sánchez Valdés.
- Después del sueño (1992), de Mario Camus.
- ¡Dispara! (1993), de Carlos Saura.
- Canela que tú me dieras (1995), de Gustavo Ferrada.
- El rey del río (1995), de Manuel Gutiérrez Aragón.
- La sal de la vida (1996), d'Eugenio Martín.
- El perro del hortelano (1996), de Pilar Miró.
- El amor perjudica seriamente la salud (1996), de Manuel Gómez Pereira.
- La vuelta de El Coyote (1998), de Mario Camus.
- Todas hieren (1998), de Pablo Llorca.
- Pleno al quince (1999), de Josecho San Mateo.
- 800 balas (2002), d'Álex de la Iglesia.
- La vida mancha (2003), d'Enrique Urbizu.
- El coche de pedales (2004), de Ramón Barea.
- Atún y chocolate (2004), de Pablo Carbonell.
- El horrible crimen ritual de la calle Tribulete (2004), de José María Benítez.
- El Secreto de la Abuela (2005), de Belén Anguas.
- El triunfo (2006), de Mireia Ros.
- Películas para no dormir: La habitación del niño (2006), d'Álex de la Iglesia.
- La noche de los girasoles (2006), de Jorge Sánchez-Cabezudo.

### Curtmetratges
- No somos nadie (1986), de Nicolás Muñoz Avia.
- Perro (2003), de Manuel Feijóo.
- La mirada de un actor (2004), de Rafael Portillo.
- Remordimientos (2004), de Rafael Portillo.
- Amigo no gima (2004), d'Iñaki Peñafiel.
- La canción de Marta (2004), d'Abbé Nozal.
- El Chupinazo (2005), d'Eva Patricia Fernández.
- Tocata y fuga (2006), d'Álex O'Dogherty.
- Fascículos (2006), d'Óscar Pedraza.
- El epígrafe API (2008), de Salvador Cuevas.
- El paseo de los melancólicos (2014), de Nacho Casado.

### Televisió
- Estudio 1 (1977).
- Vísperas (1987).
- La forja de un rebelde (1990).
- Farmacia de guardia (1991-1995), en el paper de Romerales.
- Menudo es mi padre (1996).
- Turno de oficio: diez años después (1987).
- Médico de familia (1998).
- 7 vidas (2000).
- Periodistas (1998-2002).
- Manolito Gafotas (2004).
- Hospital Central (2004 i 2007).
- Los hombres de Paco (2005).
- Escenas de matrimonio (2008), en el paper de Cesáreo.
- Dos de Mayo: libertad de una nación (2008).
- Padre Medina (2009), en el paper del pare Primitivo García.
- Con el culo al aire (2012), en el paper de Serafín.
- Gran Reserva: El origen (2013) com Teodoro Ortega, policia de Lasiesta.

## Teatre
- Romance de lobos (1970), de Jacinto Benavente.
- El círculo de tiza caucasiano (1971), de Bertolt Brecht.
- Misericordia (1972), de Benito Pérez Galdós.
- La feria de Cuernicabra (1975), d'Alfredo Mañas.
- Historia de un caballo (1979).[4]
- El sueño de una noche de verano (1986), de William Shakespeare.[5]
- Dios está lejos (1987), de Marcial Suárez.
- Julio César (1988), de William Shakespeare.
- Almacenados (2011), de David Desola.

## Premis
- Premis de la Unión de Actores y Actrices al millor actor secundari de televisió pel seu paper de Romerales a Farmacia de guardia en 1994.[6]
- Nominat al premi de la Unión de Actores y Actrices en la mateixa categoría en 1995.